# ناتالیا دودینسکایا
ناتالیا میخائیلوونا دودینسکایا (متولد خارکوف؛ ۲۱ اوت ۱۹۱۲–۲۹ ژانویه ۲۰۰۳، در سن پترزبورگ) یک بالرین حرفه ای روس بود که از دهه ۱۹۳۰ تا ۱۹۵۰ در باله کیروف می‌رقصید.
مادر دودینسکایا ناتالیا تاگلیوری بود؛ بالرینی که توسط انریکو سیچتی کشف شده بود. دودینسکایا که توسط آگریپینا واگانووا آموزش دیده بود، از مدرسه خود در سال ۱۹۳۱ قبول شد. او تمام نمایش‌های کلاسیک را در تئاتر کیروف رقصید از جمله نقش اصلی باله سیندرلا. وی بعداً نقش اصلی را در شعله‌های پاریس بوریس آصفیف و تاراس بولبا را بدست آورد. وی اغلب تحت عنوان نقش لارنسیا در دن کیشوت شناخته شده بود. او غالباً همسرش کنستانتین سرگئیف، رقصنده مشهور گرجی و واختانگ چابکیانی و در پایان دوران کار خود، رودلف نوریف ۲۱ ساله را بعنوان زوج لورنسیا برمی‌گزید. وضع نابسامان جسمی او را وادار به بازنشستگی در سال ۱۹۶۱ کرد. اما وی با این حال در نسخه فیلم سینمایی همسرش، زیبای خفته در سال ۱۹۶۴ رقصید. دودینسکایا در طول زندگی حرفه ای خود، چهار جایزه استالین را دریافت کرد. در سال ۱۹۵۷، او به عنوان یک هنرمند مردمی اتحاد جماهیر شوروی معرفی شد.
پس از بازنشستگی، دودینسکایا معلمه باله کیروف و یکی از مشهورترین مربیان مؤسسه واگانووا شد. پس از پناهندگی رودلف نوریف در سال ۱۹۶۱ به غرب، او و همسرش کنستانتین سرگئیف تحت توبیخ مقامات شوروی قرار گرفتند. آنها در نهایت موقعیت خود را پس از فرار ناتالیا ماکارونا در سال ۱۹۷۰ از دست دادند اما دودینسکیا همچنان به تدریس و تربیت رقصنده‌های نسل آینده پرداخت. آناستازیا ولوچکووا و اولیانا لوپاتکینا جزو آخرین بالرین‌هایی بودند که توسط وی کشف شدند. دودینسکایا همچنین به شوهرش کمک کرد که تولید نمایش‌های کلاسیک روسی در خارج از روسیه را برپا کند و در باله بوستون شرکت کند. به عنوان مثال او در دهه‌های ۱۹۸۰ و ۱۹۹۰، در باله ژیزل، دریاچه قو، لا بیادره و باله دزد دریایی کار کرد. وی در سال ۲۰۰۳ در سن ۹۰ سالگی درگذشت.